# Johannes Peter Hölzinger

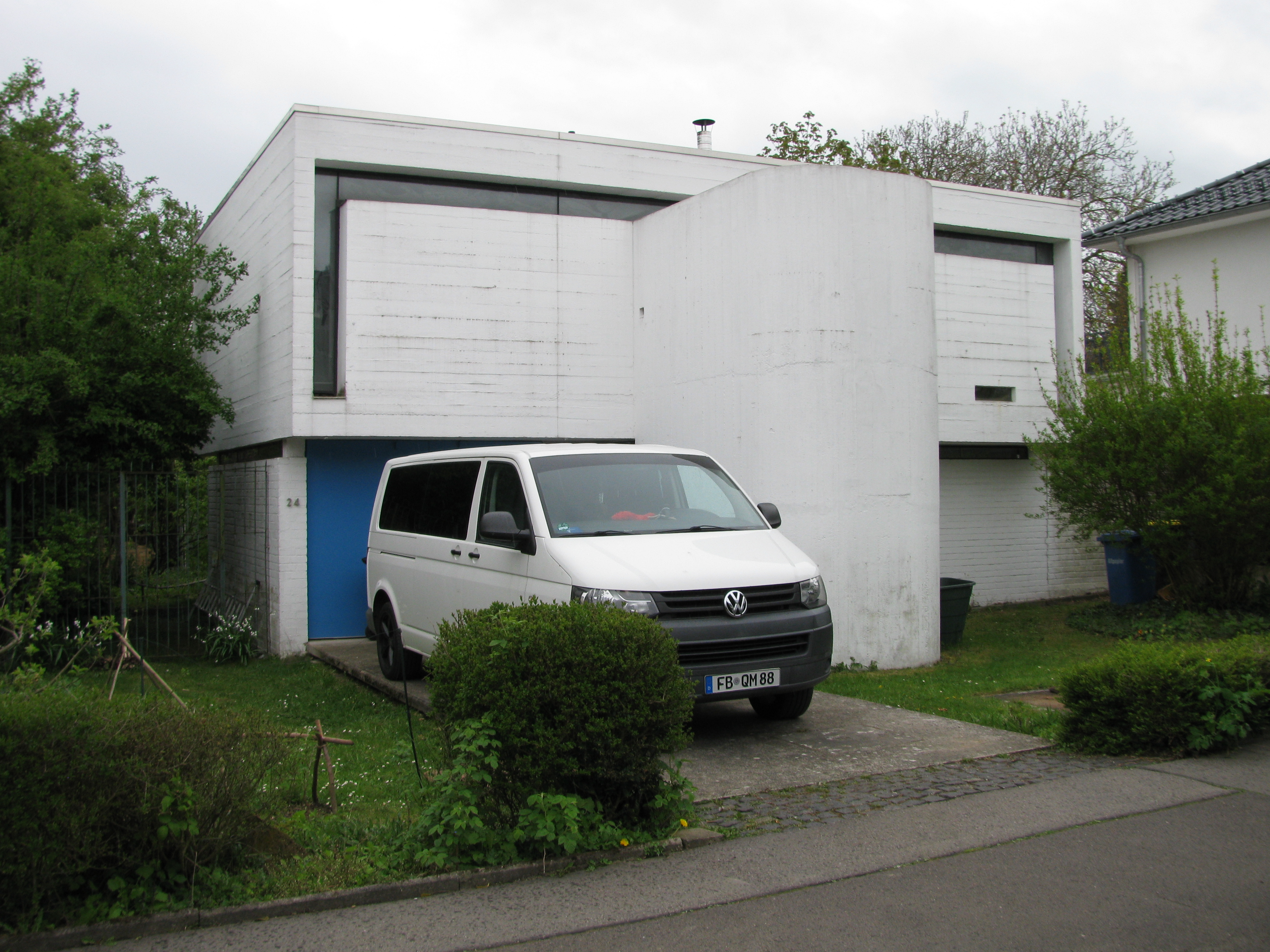
Wohnhaus Dr. Bongartz (1960)

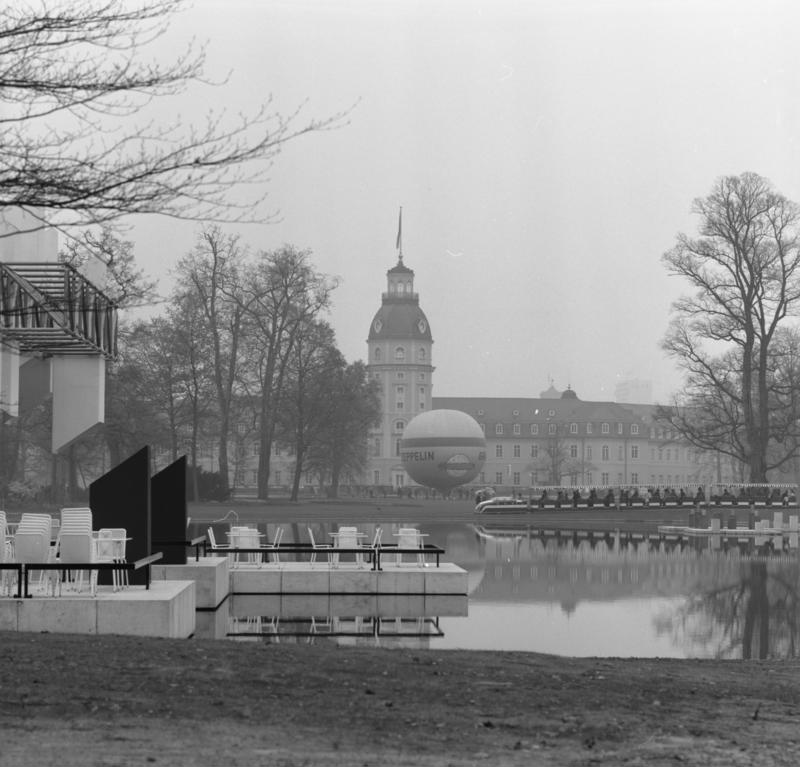
Karlsruher Schlossgarten (1967)

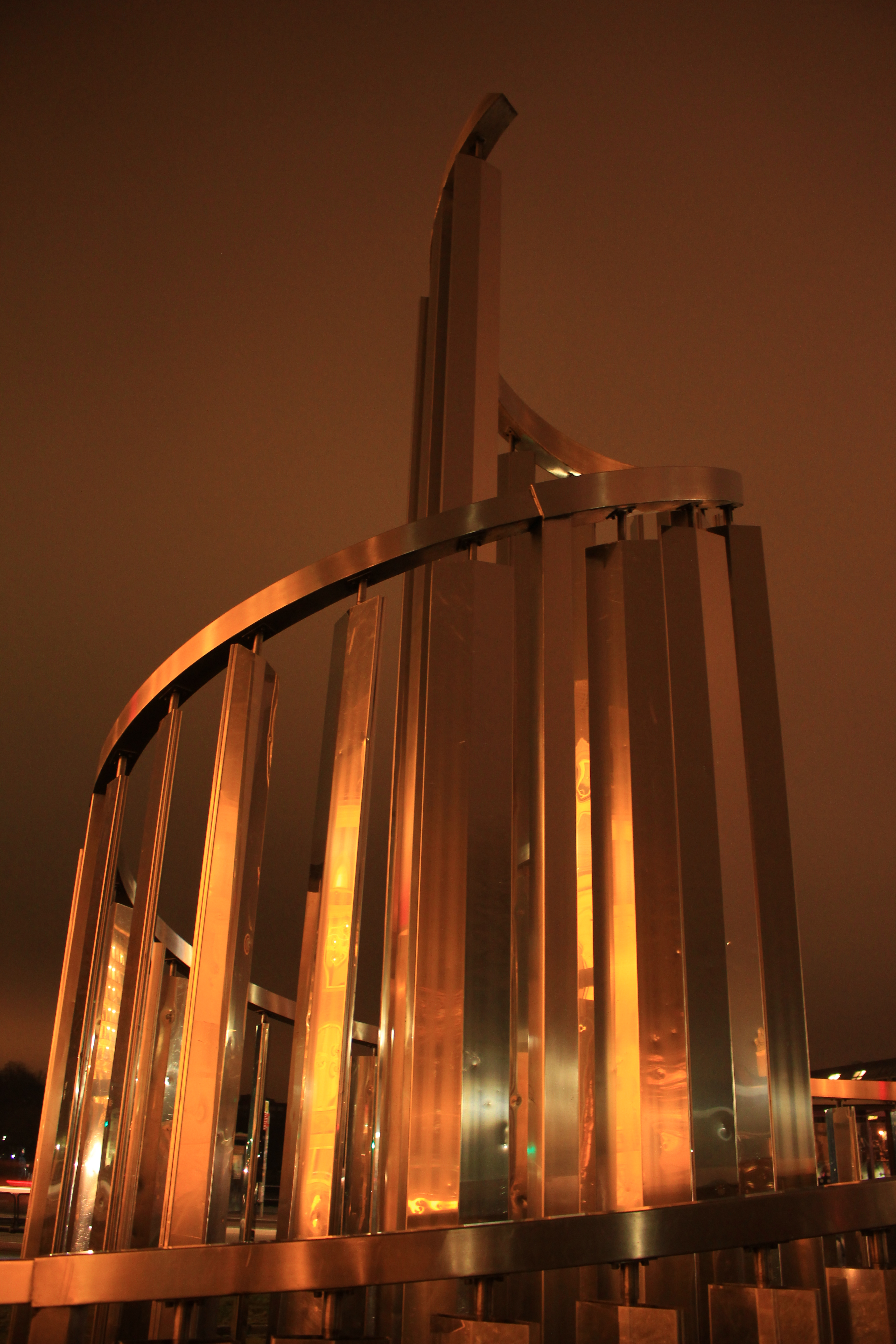
Lichtkinetische Spirale (1971)

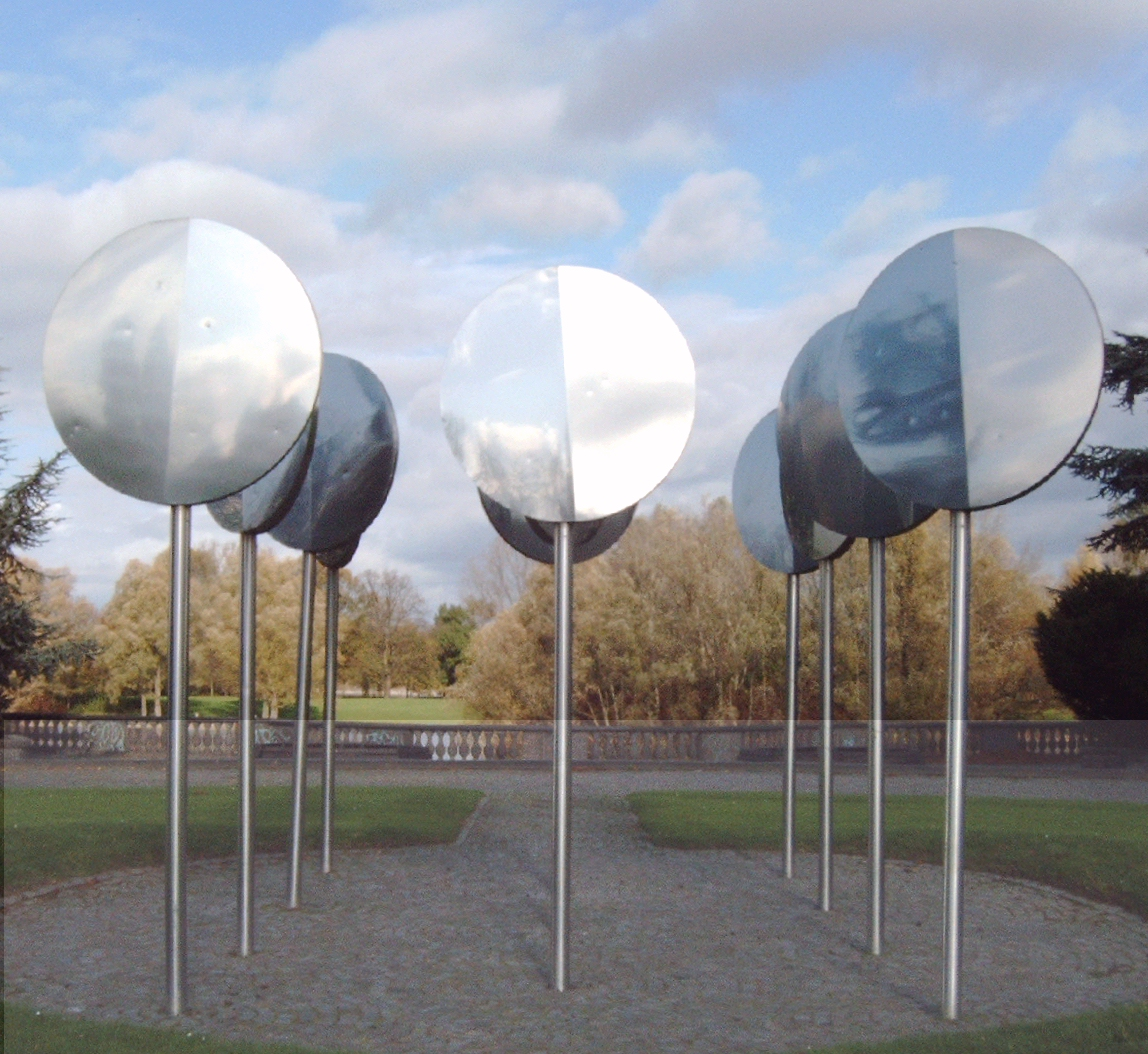
„Löffelwald“ in der Rheinaue (Bonn) (1979)

Johannes Peter Hölzinger (* 1936 in Bad Nauheim) ist ein deutscher Architekt, Bildhauer und Künstler.

## Leben
Von 1954 bis 1957 absolvierte er ein Architekturstudium u.a. bei Johannes Krahn an der Staatlichen Hochschule für bildende Künste – Städelschule in Frankfurt am Main.
In den Jahren 1963 bis 1964 erhielt er ein Stipendium der Bundesrepublik Deutschland für die Deutsche Akademie Villa Massimo in Rom. Nach seinem Studium unterhielt Hölzinger ein eigenständiges Büro in Bad Nauheim und arbeitete von 1965 bis 1982 in einer „Planungsgemeinschaft für neue Formen der Umwelt“ mit dem Zero-Künstler Hermann Goepfert zusammen, den er in der Städelschule kennengeernt hatte.  Neben seiner praktischen Tätigkeit lehrte er zwischen 1967 und 1968 als Gastdozent an der Städelschule, 1972 als Gastdozent an der Kunsthochschule Kassel und im Jahr 1984 als Gastprofessor an der University of Malta.
Ab 1991 bis 2002 hielt Hölzinger die Professur an der Akademie der Bildenden Künste in Nürnberg für „dreidimensionales Gestalten“ und „Kunst und öffentlicher Raum“ inne.
2011 schenkte Hölzinger dem Deutschen Architekturmuseum in Frankfurt am Main sein Werkarchiv mit 100 Modellen und mehr als 200 Zeichnungen.
2012 bis 2013 widmete ihm das Deutsche Architekturmuseum unter dem Titel Johannes Peter Hölzinger – Psychodynamische Raumstrukturen eine eigene Ausstellung mit einer Auswahl seiner bedeutendsten Werke.

## Bauten und Projekte
- 1958–1960: Wohnhaus Dr. Bongartz[3] ⊙
- 1958–1962: Wohnhaus Dr. Kampmann (unter Denkmalschutz, abrissgefährdet)[3][4] ⊙
- 1967: Gestaltung des Karlsruher Schlossgartens mit Seerestaurant zur Bundesgartenschau 1967 (mit Hermann Goepfert, Seerestaurant nach der Gartenschau wieder abgerissen)
- 1968–1969: Neugestaltung des Chorraums von St. Bonifatius (Bad Nauheim)[3] ⊙
- 1969–1972: Wohnanlage im Höhenweg in Bad Nauheim[3] ⊙
- 1969–1983: Gemeindezentrum und Kindergarten in Friedberg (Hessen)[3] ⊙
- 1971: Lichtkinetisches Objekt in Kiel-Damperhof (mit Hermann Goepfert)
- 1973: „Licht-Wasser-Objekt“ auf dem ZDF-Sendezentrum in Mainz (mit Hermann Goepfert)
- 1975–1977: Wohn- und Atelierhaus Hölzinger in Bad Nauheim (seit 2008 unter Denkmalschutz)[3][5] ⊙
- 1978–1979: Wasserstele in Bad Nauheim[3] ⊙
- 1979–1981: Wohnanlage Auguste-Viktoria-Straße in Bad Nauheim[3] ⊙
- 1979–1983: Wohnanlage Hochwaldstraße in Bad Nauheim[3] ⊙
- 1987–1997: Kasino für das Bundesministerium der Verteidigung auf der Hardthöhe in Bonn
- 2016–2018: Konzept und Entwurf für den Neubau der Therme in Bad Nauheim

## Auszeichnungen
- 1970: Hugo-Häring-Preis für die Gestaltung des Schlossparks in Karlsruhe für die Bundesgartenschau 1967
- 1965, 1978, 1985: Auszeichnung „Vorbildliche Bauten in Hessen“